# Christopher Martins Pereira
Pour les articles homonymes, voir Martins et Pereira.
Pour le footballeur franco-portugais, voir Jonathan Martins Pereira.
Christopher Martins Pereira est un footballeur international luxembourgeois d'origine cap-verdienne,, né le 19 février 1997. Il évolue comme milieu de terrain au Spartak Moscou.
Alors qu'il n'a auparavant jamais joué de match professionnel, il honore le 8 septembre 2014 sa première sélection avec l'équipe nationale du Luxembourg.

## Biographie

### En club

#### RFCU Luxembourg (2012-2013)
Christopher Martins-Pereira joue un an pour les U13 du FC Metz, mais le club ne le conserve pas. Il rentre au Luxembourg et commence sa carrière dans les équipes de jeunes du Racing Football Club Luxembourg, avec qui il dispute 8 matchs parmi l'élite en 2012-2013.

#### Olympique Lyonnais (2013-2019)
Supervisé par des recruteurs de l'Olympique Lyonnais lors d'un tournoi de qualification pour l’Euro avec les U19 du Luxembourg où il est surclassé, il est transféré à l'OL pour rejoindre les U17. Au cours de la saison 2013-2014, il monte en puissance avec les U17 au point d'être appelé par la CFA. La saison suivante, il joue régulièrement avec la CFA de l'Olympique Lyonnais.
Il signe son premier contrat professionnel avec l'OL en été 2015 pour une durée de trois ans. Alors qu'il n'a pas encore porté les couleurs du club en match professionnel, il prolonge son contrat en janvier 2016 et ce jusqu'en 2020. Dans un entretien à Foot Mercato en février 2017, il énonce ses objectifs avec l'Olympique lyonnais : continuer de jouer avec la CFA, s'entraîner le plus possible avec le groupe professionnel, et intégrer le groupe professionnel lors de la saison 2017-2018.

##### Prêt à Bourg-en-Bresse 01 (2017-2018)
Pendant 2 saisons, il est prêté au club de Bourg-en-Bresse.

##### Prêt à ESTAC Troyes (2018-2019)
Il est prêté aussi pendant 2 saison à l'ESTAC Troyes.

#### BSC Young Boys (2019-2022)
Après deux années en prêt en Ligue 2, Christopher Martins Pereira rejoint la Super League en Suisse. Son club formateur, l’Olympique lyonnais a officialisé son transfert aux BSC Young Boys. Le montant de la transaction s’élève à 2 millions d’euros, auxquels pourraient s’ajouter 500 000 euros de bonus.

##### Prêt au FK Spartak Moscou (2022)
Le 31 janvier 2022, il est prêté jusqu'à la fin de la saison au FK Spartak Moscou avec option d'achat obligatoire.

#### FK Spartak Moscou (depuis 2022)
Il sera ensuite engagé par le club moscovite jusqu'à l'été 2027.

### En sélection
Après avoir grimpé rapidement les échelons au sein des sélections de jeune, le milieu de terrain lyonnais connait sa première sélection avec l'équipe nationale du Luxembourg le 8 septembre 2014 à l’âge de 17 ans, 6 mois et 20 jours, pour un match contre la Biélorussie. Floqué du numéro 13, il dispute l’intégralité de la rencontre. Il fait également partie du groupe luxembourgeois pour les rencontres contre la Macédoine et l'Espagne dans le cadre des éliminatoires à l’Euro 2016.
Le 25 mars 2017, il est titulaire avec le Luxembourg contre l'Équipe de France, au stade Josy-Barthel et offre une prestation convaincante malgré la défaite de son équipe 1-3.

## Style de jeu
Milieu de terrain à vocation défensive, Christopher Martins Pereira peut aussi jouer défenseur central. Sa polyvalence et son physique sont ses deux grandes qualités. Il se décrit lui-même comme un joueur box-to-box aimant se projeter vers l'avant. Ses modèles à l'Olympique lyonnais sont Maxime Gonalons, Sergi Darder et Corentin Tolisso, et par ailleurs les milieux de terrain Toni Kroos et Sergio Busquets. Selon Gérard Bonneau, responsable du recrutement des jeunes à l’OL, « il est grand, va vite, court longtemps, répète les efforts, a une bonne agressivité... et il est aussi naturellement attiré par le but ». Selon son entraîneur en équipe nationale, Luc Holtz, «  il a les qualités pour jouer dès maintenant en Ligue 1. Il mesure 1,90 m, il va vite sur les premiers mètres et sur les longues distances, il est techniquement adroit et fort dans les duels ».

## Statistiques

### En club

#### Parcours professionnel
| Saison                | Club                      | Championnat           | Championnat | Championnat | Championnat | Coupe(s) nationale(s) | Coupe(s) nationale(s) | Coupe(s) nationale(s) | Compétition(s) continentale(s) | Compétition(s) continentale(s) | Compétition(s) continentale(s) | Compétition(s) continentale(s) | Luxembourg | Luxembourg | Luxembourg | Total | Total | Total |
| Saison                | Club                      | Division              | M.          | B.          | P.d.        | M.                    | B.                    | P.d.                  | Comp.                          | M.                             | B.                             | P.d.                           | M.         | B.         | P.d.       | M.    | B.    | P.d.  |
| 2012-2013             | RFCU Luxembourg           | Division 1            | 8           | 0           | 0           | -                     | -                     | -                     | -                              | -                              | -                              | -                              | -          | -          | -          | 8     | 0     | 0     |
| Sous-total            | Sous-total                | Sous-total            | 8           | 0           | 0           | -                     | -                     | -                     | -                              | -                              | -                              | -                              | -          | -          | -          | 8     | 0     | 0     |
| 2013-2014             | Olympique lyonnais        | Ligue 1               | -           | -           | -           | -                     | -                     | -                     | C1+C3                          | -                              | -                              | -                              | -          | -          | -          | 0     | 0     | 0     |
| 2014-2015             | Olympique lyonnais        | Ligue 1               | -           | -           | -           | -                     | -                     | -                     | C3                             | -                              | -                              | -                              | 5          | 0          | 0          | 5     | 0     | 0     |
| 2015-2016             | Olympique lyonnais        | Ligue 1               | -           | -           | -           | -                     | -                     | -                     | C1                             | -                              | -                              | -                              | 8          | 0          | 0          | 8     | 0     | 0     |
| 2016-2017             | Olympique lyonnais        | Ligue 1               | -           | -           | -           | -                     | -                     | -                     | C1+C3                          | -                              | -                              | -                              | 8          | 0          | 0          | 8     | 0     | 0     |
| 2017-2018             | Olympique lyonnais        | Ligue 1               | 2           | 0           | 0           | -                     | -                     | -                     | C3                             | -                              | -                              | -                              | 3          | 0          | 0          | 5     | 0     | 0     |
| Sous-total            | Sous-total                | Sous-total            | 2           | 0           | 0           | -                     | -                     | -                     | -                              | -                              | -                              | -                              | 24         | 0          | 0          | 26    | 0     | 0     |
| 2017-2018             | Bourg-en-Bresse 01 (prêt) | Ligue 2               | 17          | 1           | 1           | 5                     | 1                     | 0                     | -                              | -                              | -                              | -                              | 4          | 0          | 0          | 26    | 2     | 1     |
| 2018-2019             | ESTAC Troyes (prêt)       | Ligue 2               | 29+1        | 2           | 4           | 1                     | 0                     | 0                     | -                              | -                              | -                              | -                              | 10         | 1          | 0          | 41    | 3     | 4     |
| 2019-2020             | BSC Young Boys            | Super League          | 22          | 2           | 1           | 3                     | 1                     | 0                     | C1+C3                          | 1+2                            | 0                              | 0                              | -          | -          | -          | 28    | 3     | 1     |
| 2020-2021             | BSC Young Boys            | Super League          | 11          | 2           | 0           | 0                     | 0                     | 0                     | C1+C3                          | 2+1                            | 0                              | 0                              | 6          | 0          | 0          | 20    | 2     | 0     |
| 2021-2022             | BSC Young Boys            | Super League          | 15          | 0           | 1           | 1                     | 0                     | 0                     | C1                             | 10                             | 0                              | 0                              | 5          | 0          | 1          | 31    | 0     | 2     |
| Sous-total            | Sous-total                | Sous-total            | 48          | 4           | 2           | 4                     | 1                     | 0                     | -                              | 16                             | 0                              | 0                              | 25         | 1          | 1          | 93    | 6     | 3     |
| 2021-2022             | Spartak Moscou (prêt)     | Premier-Liga          | 10          | 1           | 1           | 4                     | 0                     | 2                     | -                              | -                              | -                              | -                              | 6          | 0          | 0          | 20    | 1     | 3     |
| 2022-2023             | Spartak Moscou            | Premier-Liga          | 18          | 2           | 4           | 5                     | 1                     | 0                     | -                              | -                              | -                              | -                              | 5          | 0          | 0          | 28    | 3     | 4     |
| 2023-2024             | Spartak Moscou            | Premier-Liga          | 26          | 4           | 4           | 11                    | 1                     | 0                     | -                              | -                              | -                              | -                              | 8          | 0          | 0          | 45    | 5     | 4     |
| 2024-2025             | Spartak Moscou            | Premier-Liga          | 13          | 0           | 5           | 6                     | 3                     | 0                     | -                              | -                              | -                              | -                              | 5          | 0          | 0          | 24    | 3     | 5     |
| Sous-total            | Sous-total                | Sous-total            | 67          | 7           | 14          | 26                    | 5                     | 2                     | -                              | -                              | -                              | -                              | 24         | 0          | 0          | 117   | 12    | 16    |
| Total sur la carrière | Total sur la carrière     | Total sur la carrière | 172         | 14          | 22          | 36                    | 7                     | 2                     | -                              | 13                             | 0                              | 0                              | 73         | 1          | 1          | 294   | 22    | 25    |

### En sélection nationale du Luxembourg
Le tableau suivant liste les rencontres de l'équipe du Luxembourg dans lesquelles Christopher Martins Pereira a été sélectionné depuis le 8 septembre 2014 jusqu'à présent.

## Palmarès
BSC Young Boys
- Championnat de Suisse (2) :
  - Champion : 2020 et 2021.

- Coupe de Suisse (1) :
  - Vainqueur : 2020.

 Spartak Moscou
- Coupe de Russie (1) :
  - Vainqueur : 2022.

 Olympique lyonnais U19
- Coupe Gambardella
  - Finaliste : 2015